# Paradoxiclamousella
Genre
Paradoxiclamousella est un genre de crustacés malacostracés de la famille des Bathynellidae.

## Distribution
Les espèces de ce genre sont endémiques d'Espagne. Elles se rencontrent en Asturies et en  Cantabrie.

## Liste des espèces
Selon World Register of Marine Species (25 décembre 2017) :
- Paradoxiclamousella fideli Camacho, Dorda & Rey, 2013
- Paradoxiclamousella pirata Camacho, Dorda & Rey, 2013

## Publication originale
- Camacho, Dorda & Rey, 2013 : Old and new taxonomic tools: description of a new genus and two new species of Bathynellidae from Spain with morphological and molecular characters. Journal of Natural History, vol. 47, no 21-22, p. 1393-1420.